# Neuropeptídeo Y
O neuropeptídeo Y (NPY) é um neuropeptídeo de 36 aminoácidos que está envolvido em vários processos fisiológicos e homeostáticos nos sistemas nervosos central e periférico. O NPY foi identificado como o peptídeo mais abundante presente no sistema nervoso central dos mamíferos, que consiste no cérebro e na medula espinhal. É secretado junto com outros neurotransmissores, como GABA e glutamato.
No sistema nervoso autônomo, é produzido principalmente por neurônios do sistema nervoso simpático e atua como um forte vasoconstritor e também causa o crescimento do tecido adiposo. No cérebro, é produzida em vários locais, incluindo o hipotálamo, e acredita-se que tenha várias funções, incluindo: aumentar a ingestão de alimentos e armazenar energia na forma de gordura, reduzir a ansiedade e o estresse, reduzir a percepção da dor, afetar o ritmo circadiano, reduzir ingestão voluntária de álcool, redução da pressão arterial e controle de convulsões epilépticas.

## Função
O neuropeptídeo Y foi identificado como sendo sintetizado em neurônios GABAérgicos e como um neurotransmissor durante a comunicação celular. O neuropeptídeo Y é expresso principalmente em interneurônios. O NPY exerce a maioria de seus efeitos por meio de receptores acopladas à proteína G  (GPCR), principalmente os tipos Y1, Y2, Y4 e Y6. Todos os receptores foram indicados como participantes na atividade de transmissão pós-sináptica, mas foi encontrado que o receptor Y2 também está envolvido no processamento pré-sináptico.
A proteína receptora em que o NPY opera é um receptor acoplado à proteína G da família dos GPCR do tipo rodopsina 7-transmembrana. Cinco subtipos do receptor NPY foram identificados em mamíferos, quatro dos quais são funcionais em humanos.
Altas concentrações de síntese e ação do neuropeptídeo Y foram encontradas no hipotálamo e no hipocampo, especificamente no núcleo arqueado (ARC) e giro dentado . Foi descoberto que o núcleo arqueado possui uma das maiores concentrações de NPY. Isso permite que o NPY regule a liberação neuroendócrina de vários hormônios hipotalâmicos, como o hormônio luteinizante. Os receptores do neuropeptídeo Y1 foram encontrados em maior densidade no giro denteado, juntamente com outras áreas do cérebro.

### Crescimento celular
Há indícios que o neuropeptídeo Y desempenha um papel importante na neurogênese em várias partes do cérebro. Duas áreas específicas do cérebro onde o NPY afeta a neurogênese são a zona sub-ventricular e o giro denteado do hipocampo. São estas as áreas onde o crescimento e a proliferação de células ocorrem na idade adulta.

#### Giro denteado
O giro dentado está significativamente envolvido na proliferação celular, um processo modulado por vários fatores internos, incluindo o neuropeptídeo Y. A redução ou eliminação da liberação do NPY pelos interneurônios diminuiu o crescimento celular nesta área do cérebro. O NPY afeta a neurogênese ao interagir com as vias de sinalização da ERK quinase. Além disso, o NPY atua e estimula os receptores Y1 presentes nas membranas das células progenitoras para aumentar a proliferação celular.

#### Zona sub-ventricular
Semelhante ao giro denteado, descobriu-se que o NPY aumenta a proliferação e a diferenciação celular na zona subventricular, ativando especificamente os receptores Y1 na via ERK1/2. Além disso, o NPY foi encontrado em fibras neuronais que passam pela zona sub-ventricular e se estendem para outras áreas do cérebro. Uma variedade de outros efeitos e processos fisiológicos envolvendo o NPY na zona sub-ventricular foram descobertos, muitos dos quais envolvem padrões de migração de neurônios.

#### Bulbo olfativo
Foi descoberto que, após o bloqueio da expressão de NPY no epitélio olfatório de camundongos, a quantidade de células precursoras olfatórias diminuiu pela metade. Isso, por sua vez, fez com que os ratos desenvolvessem uma quantidade menor de células olfativas em geral. Este estudo exemplificou a influência do NPY nas células precursoras.

## Descoberta
Após o isolamento do neuropeptídeo-y (NPY) do hipotálamo suíno em 1982, os pesquisadores começaram a especular sobre o envolvimento do NPY nas funções mediadas pelo hipotálamo. Em um estudo de 1983, os terminais do axônio NPY estavam localizados no núcleo paraventricular (PVN) do hipotálamo, e os níveis mais altos de imunorreatividade ao NPY foram encontrados dentro do PVN do hipotálamo.
Seis anos depois, em 1989, Morris e colaboradores encontratam a localização dos núcleos de NPY no cérebro. Além disso, os resultados da hibridização in situ do estudo mostraram níveis celulares mais elevados do mRNA do NPY no núcleo arqueado (ARC) do hipotálamo.
Em 1989, Haas & George relataram que a injeção local de NPY no núcleo paraventricular resultou em uma liberação aguda do hormônio liberador de corticotropina (CRH) no cérebro de ratos, provando que a atividade do NPY estimula diretamente a liberação e a síntese de CRH.
Este último se tornou um papel marcante nos estudos do NPY. Uma quantidade significativa de trabalho já havia sido feito na década de 1970 sobre o CRH e seu envolvimento no estresse e distúrbios alimentares, como a obesidade. Esses estudos, coletivamente, marcaram o início para a compreensão do papel do NPY na orexigênese ou na ingestão de alimentos.

## Conexão com a ingestão de alimentos
Os ensaios comportamentais em estudos orexígenos, utilizando ratos como organismo modelo, foram realizados coletivamente com imunoensaios e estudos de hibridização in situ para confirmar que a elevação da atividade do NPY realmente aumenta a ingestão de alimentos. Nestes estudos, NPY exógeno, um agonista do NPY como a dexametasona ou N‐acetil[Leu28,Leu31]NPY(24‐36) são injetados no terceiro ventrículo ou no nível do hipotálamo com uma cânula.
Além disso, esses estudos demonstram de forma unânima que a estimulação da atividade do NPY por meio da administração de certos agonistas do NPY aumentam a ingestão de alimentos em comparação com os dados basais em ratos. Os efeitos da atividade do NPY na ingestão de alimentos também são demonstrados pelo bloqueio de certos receptores NPY (receptores Y1 e Y5) que, como esperado, inibiram a atividade do NPY e, assim, diminuindo a ingestão de alimentos. No entanto, um estudo de 1999 de King e colaboradores demonstraram os efeitos da ativação do autoreceptor Y2 do NPY, que demonstrou inibir a liberação de NPY e, portanto, atua regulando a ingestão de alimentos após sua ativação. Neste estudo, um antagonista Y2 altamente seletivo, BIIE0246, foi administrado localmente no ARC. Os dados do radioimunoensaio, após a injeção de BIIE0246, mostram um aumento significativo na liberação de NPY em comparação com o grupo controle. Embora a meia-vida farmacológica do NPY exógeno e outros agonistas e antagonistas ainda seja obscura, os efeitos não são duradouros e o corpo do rato possui uma excelente capacidade de regular e normalizar os níveis anormais de NPY e, portanto, o consumo de alimentos. O neuropeptídeo Y, portanto, é um dos mais potentes neuropeptídeos reguladores do apetite e estimula o comportamento de ingestão de alimentos quando injetado no núcleo paraventricular (PVN). O NPY não apenas aumenta a ingestão total de alimentos, mas também parece estar associado ao aumento da seleção de carboidratos.

## Conexão com a obesidade
Foi realizado um estudo em ratos geneticamente obesos para demonstrar o papel do NPY em distúrbios alimentares como a obesidade. Quatro fatores subjacentes que contribuem para a obesidade em ratos são:
- aumento nas concentrações de glicocorticosteroides no plasma;
- insensibilidade ou resistência à insulina;
- mutação do receptor de leptina; e
- aumento na liberação do mRNA da NPY e da própria NPY.[25]

Na obesidade, níveis cronicamente elevados de NPY podem ser observados tal como foi observado em ratos alimentados com uma dieta rica em gordura por 22 semanas. Essa dieta resultou em um distúrbio hormonal que aumentou a liberação de NPY devido a sinalização de leptina alterada, em comparação com ratos do grupo controle. Em humanos, níveis elevados de NPY livre foram encontrados em mulheres obesas em comparação com o grupo controle, formado por mulheres mais magras; no entanto, analisar o hipotálamo humano para averiguar a concentração de NYP é mais difícil do que em ratos. Durante o desmame em ratos, há uma expressão precoce de mutações gênicas que aumentam a liberação hipotalâmica de NPY em ratos, entretanto, em humanos, vários genes estão comumente associados a resultados de obesidade e síndrome metabólica. Na maioria dos casos de obesidade, o aumento da secreção de NPY é uma resistência central/hipotalâmica aos sinais homonais de excesso de energia, como a leptina, que pode ser resultado de uma variedade de razões no SNC. Em roedores resistentes à obesidade, quando alimentados com uma dieta obesogênica, tinham uma quantidade significativamente menor de receptor NPY no hipotálamo, sugerindo um aumento da atividade dos neurônios NPY em ratos obesos, o que significa que a redução na liberação de NPY pode ser benéfica para a redução da obesidade aliada com o consumo de uma dieta saudável e exercícios físicos. Isso precisaria ser estudado em pesquisas com humanos antes da abordagem nesta via de redução de peso, embora atualmente haja algumas evidências que sugerem que o NPY é um incentivador significativo na recuperação do peso após sua perda, com o intuito de manter os antigos níveis de armazenamento energético.
Além disso, esses fatores se correlacionam. Os altos níveis sustentados de glicocorticosteroides estimulam a gliconeogênese, que subsequentemente causa um aumento da glicose no sangue que ativa a liberação de insulina para regular os níveis de glicose, causando sua recaptação e armazenamento como glicogênio nos tecidos do corpo. No caso da obesidade, que os pesquisadores especulam ter uma forte base genética e alimentar, a resistência à insulina impede a regulação dos altos níveis de glicose no sangue, resultando em níveis mórbidos de glicose e diabetes mellitus. Além disso, altos níveis de glicocorticosteroides causam um aumento de NPY pela ativação direta dos receptores de glicocorticosteroides tipo II (que são ativados apenas por níveis relativamente altos de glicocorticosteroides) e, indiretamente, pela redução do feedback negativo do fator de liberação de corticotropina (CRF) na síntese e liberação do NPY. Enquanto isso, a resistência à insulina induzida pela obesidade e a mutação do receptor de leptina (ObRb) resultam na redução da inibição da atividade do NPY e, finalmente, na ingestão de alimentos por meio de outros mecanismos de feedback negativo para regulá-los. A obesidade em ratos foi significativamente reduzida pela adrenalectomia ou hipofisectomia.

## Significado clínico

### Alcoolismo
O papel do neuropeptídeo Y ganhou atenção substancial por seu envolvimento com o alcoolismo, devido à sua ampla gama de efeitos fisiológicos. Foi demonstrado que os neurônios NPY interagem com as vias dopaminérgicas da recompensa e da emoção no núcleo accumbens e na amígdala, respectivamente. Demonstrou-se que os níveis de expressão de NPY e a preferência por álcool exibem uma relação inversa. Os níveis de expressão dependem da área de interesse do cérebro. Isso indica que os níveis básicos de NPY podem influenciar as preferências inatas de álcool.
Estudos anteriores identificaram os efeitos ansiolíticos do NPY em um possível alvo de drogas terapêuticas para o alcoolismo. Como afirmado antes, os níveis de NPY e a ingestão de etanol mostram uma relação inversa, portanto, aumentar a disponibilidade de NPY pode diminuir a ingestão de álcool. Ao criar um antagonista químico para um receptor Y2 que atuaria indiretamente como um agonista e estimularia os receptores Y1, o consumo de álcool foi diminuído com sucesso em ratos. Além disso, outro estudo semelhante identificou que a expressão do NPY pode estar ligada à regulação comportamental em relação à dependência de álcool, já que a administração de neuropeptídeo Y reduziu o consumo episósico excessivo de álcool. Embora tenha sido demonstrado que expressão do gene NPY, os níveis de mRNA ou neuropeptídeos não são influenciados pelo consumo de álcool de longo prazo, mudanças ocorrem durante a abstinência do álcool. Essas descobertas mostram que o neuropeptídeo Y tem efeitos variados sobre o consumo de álcool.
Dois resultados sugerem que o NPY pode proteger contra o alcoolismo:
- camundongos knock-out, nos quais um tipo de receptor NPY foi removido, apresentam maior ingestão voluntária de álcool e maior resistência aos efeitos sedativos do álcool, em comparação com camundongos normais;[33]
- a mosca-das-frutas tem um neuropeptídeo semelhante ao NPY, conhecido como neuropeptídeo F. Os níveis de neuropeptídeo F são reduzidos em moscas machos sexualmente frustradas, e isso faz com que as moscas aumentem sua ingestão voluntária de álcool.[34]

### Estresse e ansiedade
O neuropeptídeo Y é considerado um peptídeo endógeno ansiolítico e seus níveis podem ser modulados pelo estresse. O NPY tem conexões com o eixo HPA e acredita-se que seja necessário para a modulação de estresse. Foi demonstrado que níveis mais elevados dos receptores Y1 e Y5 na amígdala resultam em nível reduzido de ansiedade. Além disso, o receptor Y1 foi associado a efeitos ansiolíticos no prosencéfalo, enquanto o Y2 foi associado à ponte.
Por outro lado, níveis mais elevados de NPY podem estar associados à recuperação e a resiliência contra o transtorno de estresse pós-traumático e a redução da resposta ao medo, permitindo que os indivíduos tenham um melhor desempenho sob estresse extremo.
Estudos com ratos e macacos mostram que o estresse repetido - e uma dieta rica em gordura e açúcar - estimula a liberação do neuropeptídeo Y, fazendo com que a gordura se acumule no abdômen. Os pesquisadores acreditam que, ao manipular os níveis de NPY, eles poderiam eliminar a gordura de áreas onde ela não era desejada e se acumular em locais onde ela é necessária.